# Max Joseph Custodis
Max Joseph Hubertus Custodis (* 8. November 1805 in Düsseldorf; † 16. Mai 1885 ebenda) war ein deutscher Architekt.

## Leben

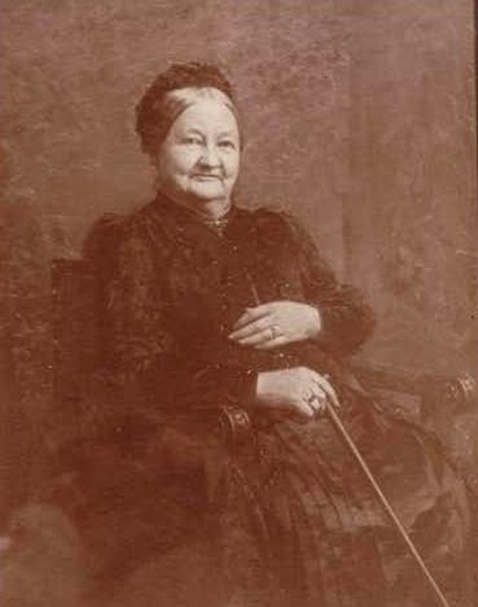
Ehefrau Elise Custodis; Porträt von Franz Thöne, einem Freund von Max Joseph Custodis

Custodis wurde 1829 als Baueleve in Düsseldorf erwähnt. In den Jahren von 1841 bis 1850 war er als Hofbaumeister für Prinz Friedrich von Preußen tätig. Prinz Friedrich, ein Neffe des preußischen Königs Friedrich Wilhelm III., war Kommandeur der in Düsseldorf stationierten 14. Division und residierte als höchster Repräsentant des Königshauses in der Rheinprovinz dort in Schloss Jägerhof. Für den Prinzen leitete Custodis bauliche Maßnahmen am Schloss Eller, das dieser 1843 für seine Familie erworben hatte. Hauptsächlich baute Custodis jedoch Wohnhäuser für Bürger, insbesondere in den Erweiterungsgebieten der sich im 19. Jahrhundert stark ausdehnenden Stadt. Von 1851 bis 1853 baute er für den westfälischen Gutsbesitzer Carl Gisbert Wilhelm von Bodelschwingh-Plettenberg das Haus Bamenohl im Sauerland um.
Custodis heiratete Elisabeth Ferdinande, genannt Elise (1810–1894), die Tochter des Düsseldorfer Dekorationsmalers Ludwig Pose. Das Paar hatte mehrere Kinder, darunter den Sohn  Franz Joseph Rudolph Gustav (* 1839), den Sohn Max Jos. H. G. (* 1841) und die Tochter Wilhelmine Louise Hubertine Barbara, genannt Minna (1836–1910). Das Wohnhaus der Familie stand auf dem Grundstück Schwanenmarkt 19 im Süden der Düsseldorfer Carlstadt. Um 1840 lebte für mehrere Jahre dort auch der Landschaftsmaler Eduard Wilhelm Pose, der Bruder von Elise Custodis.

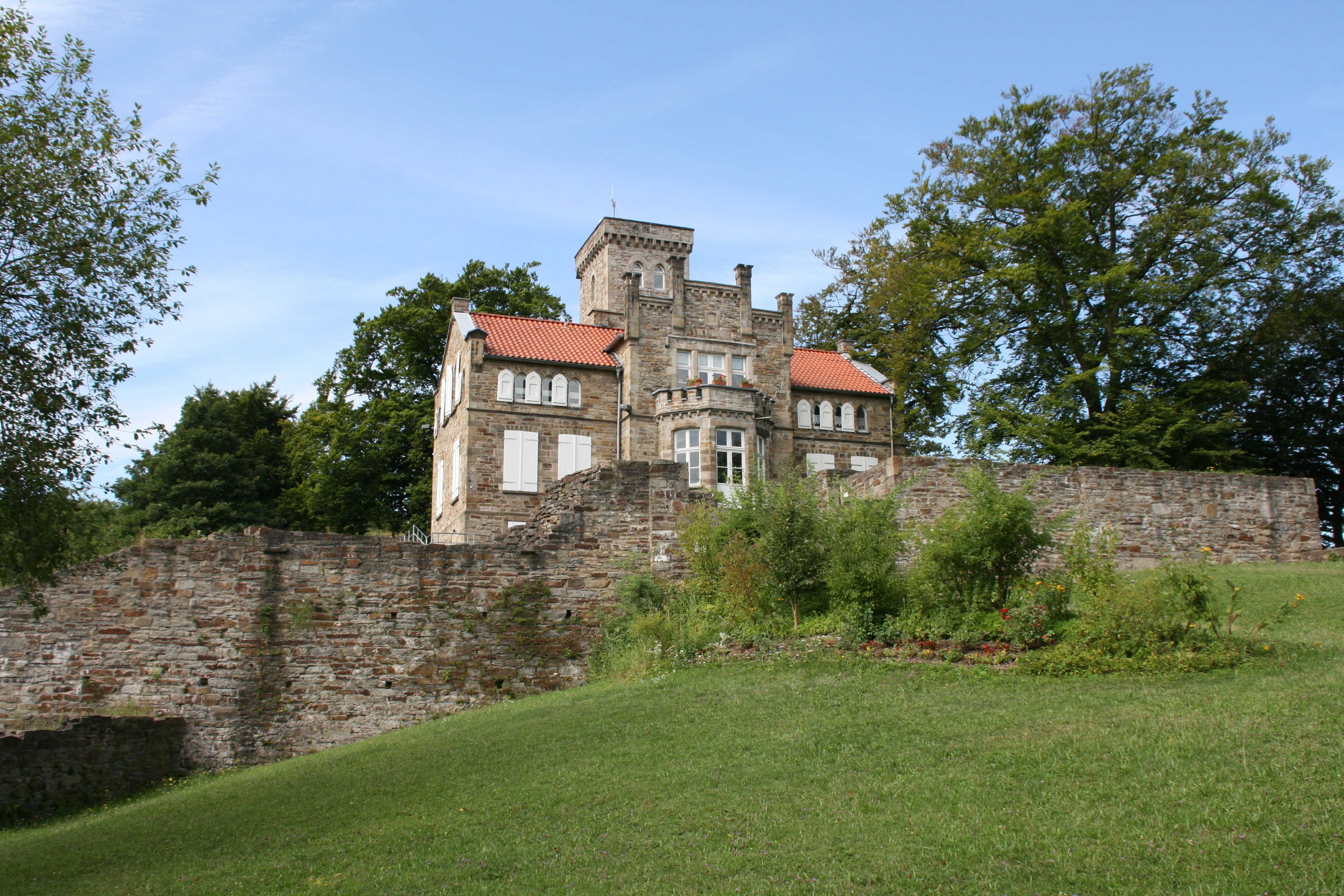
Landhaus Custodis auf dem Isenberg bei Hattingen an der Ruhr

1855 erwarb Custodis die Ruine Isenburg auf dem Isenberg bei Hattingen an der Ruhr und errichtete dort für seine Familie als Sommerhaus das Landhaus Custodis in einem historistisch-romantisch-klassizistischen Stil. 1863 verkaufte er es.
Custodis war Aktionär der Düsseldorf-Elberfelder Eisenbahn-Gesellschaft sowie Mitglied des Historischen Vereins für den Niederrhein und des Naturhistorischen Vereins der Rheinlande und Westfalens.